# Ecliptopera ctenoplia
Ecliptopera ctenoplia es una especie de polilla de la familia Geometridae. La especie fue descrita por primera vez por Louis Beethoven Prout en 1931 con distribución en la Isla de Java.